# Cimetière de la Madeleine
Cimetière de la Madeleine é um antigo cemitério no 8.º arrondissement de Paris, tendo sido um dos quatro cemitérios (os outros foram o Cimetière des Errancis, o Cimetière de Picpus e o Cimetière Sainte-Marguerite) usado para o sepultamento das vítimas da guilhotina durante a Revolução Francesa.

## História

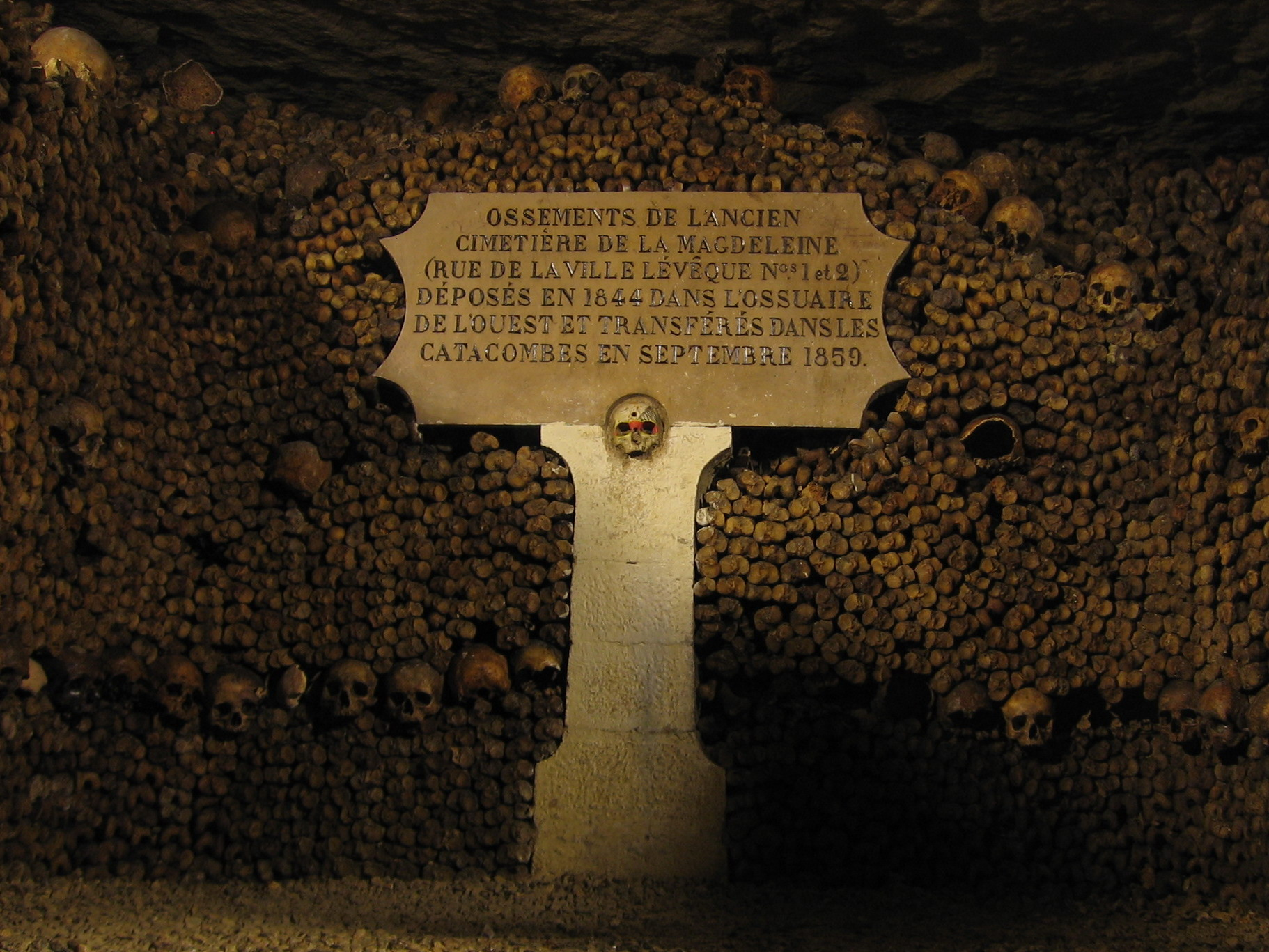
Placa nas Catacumbas de Paris indicando o local de colocação dos ossos transferidos do Cimetière de la Madeleine

Em 1720 a paróquia dA Igreja de la Madeleine comprou um terreno de aproximadamente 45x19 m destinado a se tornar o terceiro cemitério da paróquia. Tornou-se conhecido como o Cimetière de la Madeleine. O cemitério foi fechado em 25 de março de 1794, supostamente porque estava cheio, mas talvez por razões sanitárias, pois estava localizado em uma parte rica de Paris.
Os principais enterros foram as 133 vítimas da celebração do casamento do Delfim (o futuro Luís XVI de França) com Maria Antonieta em 30 de maio de 1770 e a dos guardas suíços que foram massacrados nas Tulherias, em 10 de agosto de 1792.
No dia seguinte à execução dos "Hebertistas" o cemitério foi fechado e tornou-se terra privada. Os cadáveres decapitados (vítimas da guilhotina) foram então levados para o que seria o Cimetière des Errancis.
O terreno foi vendido a um pedreiro. Em 3 de junho de 1802 a terra em que os corpos jaziam, foi comprada por Pierre-Louis Olivier Desclozeaux, um magistrado monarquista 
que vivia ao lado do cemitério (agora Praça Luís XVI) desde 1789. Desclozeaux tomou nota dos locais onde o rei e a rainha estavam enterrados e os cercou com uma cerca viva, dois salgueiros-chorões e ciprestes.
Em 1844 o cemitério foi limpo e os restos esqueléticos foram transferidos para o L'Ossuaire de l'Ouest. Quando o ossário foi fechado, o conteúdo foi transferido para as Catacumbas de Paris.

## Durante a Revolução Francesa
Os mortos nos Massacres de Setembro de 1792 foram sepultados neste cemitério:
- Maria Luísa de Saboia-Carignano

Os corpos decapitados das vítimas da guilhotina foram jogados em trincheiras especialmente cavadas e cobertos de cal para acelerar o processo de decomposição. Não havia marcações. Dentre aqueles com a reputação de terem sido "enterrados" aqui constam:
- Luís XVI de França (21 de janeiro de 1793). Ele e Maria Antonieta foram foram as únicas vítimas sepultados em um caixão
- Maria Antonieta (16 de outubro de 1793)
- Charlotte Corday (18 de julho de 1793)
- 22 Girondinos (31 de outubro de 1793), dentre eles Jacques Pierre Brissot e Pierre Victurnien Vergniaud
- Olympe de Gouges (3 de novembro de 1793)
- Luís Filipe II, Duque de Orleães (6 de novembro de 1793)
- Manon Roland (8 de novembro de 1793)
- Madame du Barry (8 de dezembro de  1793)
- Jacques Hébert (24 de março de 1794) e seus partidários

Não está claro quantos cadáveres foram "enterrados": as estimativas variam de centenas a três mil.

## Localização
O cemitério estava localizado no cruzamento da  rue d’Anjou e do Grand Égout (atual Boulevard Haussmann) em Paris. Fazia parte do terreno onde fica a Chapelle expiatoire, construído em memória de Luís XVI e Maria Antonieta.